# František Svoboda
František Svoboda (Viena, 5 d'agost de 1906 - 6 de juliol de 1948) fou un futbolista txec dels anys 30.
Fou internacional amb Txecoslovàquia, amb la qual disputà 43 partits i marcà 22 gols. Participà en la Copa del Món de 1934, on marcà un gol en tres partits disputats i fou finalista.
Pel que fa a clubs, destacà al SK Slavia Praha, on fou màxim golejador de la lliga txecoslovaca de futbol l'any 1935.